# Pachnobia suffusa
Pachnobia suffusa là một loài bướm đêm trong họ Noctuidae.